# Пищаловский сельсовет
Пищаловский сельсовет — административная единица на территории Оршанского района Витебской области Республики Беларусь.

## Состав
Пищаловский сельсовет включает 20 населённых пунктов:
- 10-й Блок-Пост — деревня.
- Антовиль — деревня.
- Багриново — деревня.
- Бородино — деревня.
- Гадовичи — деревня.
- Городня — деревня.
- Дрибино — деревня.
- Елино — деревня.
- Корово — деревня.
- Малые Липки — деревня.
- Можеевка — сельский населённый пункт.
- Мосеевка — деревня.
- Мошково — деревня.
- Муханово — деревня.
- Немерово — деревня.
- Осиновка — деревня.
- Пищалово — деревня.
- Поповка — деревня.
- Слобода — деревня.
- Хлусово — деревня.

Упразднённые населенные пункты на территории сельсовета:
- Ерошевичи — деревня.
- Липки — деревня.